# Сант-Арканджело-Тримонте
Сант-Арканджело-Тримонте (італ. Sant'Arcangelo Trimonte) — муніципалітет в Італії, у регіоні Кампанія, провінція Беневенто.
Сант-Арканджело-Тримонте розташований на відстані близько 220 км на схід від Рима, 70 км на північний схід від Неаполя, 13 км на схід від Беневенто.
Населення — 595 осіб (2014).
Покровитель — San Sebastiano.

## Демографія
Населення за роками:

Станом на 1 січня 2023 року в муніципалітеті офіційно проживало 49 іноземців з 13 країн, серед них 23 громадяни країн Євросоюзу та 5 громадян України.

## Сусідні муніципалітети
- Апіче
- Буональберго
- Падулі